# 秋葉千景
秋葉 千景（あきば ちかげ）は、ライトノベル作家。新潟県栃尾市（現・長岡市）出身。東海大学文学部日本文学科卒業。
第四回角川学園小説大賞〈奨励賞〉を『蛹の中の十日間』で受賞。『ルナティック・カーニバル 月が墜ちる夜』にてデビュー。

## 作品リスト
- ルナティック・カーニバル 月が墜ちる夜 （イラスト：伊藤真美、角川スニーカー文庫）
- ルナティック・カーニバル 月を彷徨うモノ （イラスト：伊藤真美、角川スニーカー文庫）